# Laufeiini
Laufeiini è una tribù di ragni appartenente alla sottofamiglia Euophryinae della famiglia Salticidae dell'ordine Araneae della classe Arachnida.

## Distribuzione
I due generi oggi noti di questa tribù sono diffusi in Asia orientale, Indonesia e Nuova Zelanda.

## Tassonomia
A dicembre 2010, gli aracnologi riconoscono due generi appartenenti a questa tribù:
- Laufeia Simon, 1889 — dalla Cina al Giappone a Giava, Nuova Zelanda (9 specie)
- Pselcis Simon, 1903 — Filippine (1 specie)